# 卡爾一世 (霍亨索倫)
卡爾一世（德語：Karl I. von Hohenzollern，1516年—1576年3月18日），霍亨索倫伯爵，艾特爾·腓特烈三世之子，1525年至1576年在位。

## 家庭
1537年，卡爾一世與巴登-杜拉赫藩侯恩斯特的女兒安娜結婚，兩人共有四個兒子：
1. 艾特爾·腓特烈（1545年—1605年），霍亨索倫-黑興根伯爵
2. 卡爾二世（1547年—1606年），霍亨索倫-錫格馬林根伯爵
3. 克里斯托夫（英语：Christoph, Count of Hohenzollern-Haigerloch）（1552年—1592年）
4. 約阿希姆（英语：Joachim of Zollern）（1554年—1587年）